# Кочкурово (Нижегородская область)
Кочку́рово (эрз. Кочкур веле) — село в Починковском районе Нижегородской области, административный центр Кочкуровского сельсовета.

## История
Происхождение названия села является мордовским дохристианским именем Кочкур, которое, в свою очередь, отсылает к эрзянскому языку Коське ур — рус. Сухая возвышенность. Слово ур объясняется видным мордовским лингвистом Циганкиным Д.В. как обще-финно-угорский архаичный для современного эрзянского языка топоформант, встречающийся в марийском, удмуртском, мансийском и других языках, означающий возвышенность, гору. Данное обстоятельство легко объясняется характером местности, на которой находится село. Относительно соседнего села Починок, бывшего некогда заштатным городом, Кочкурово находится на лишённом леса голом холме.
На мордовское происхождение села указывает также тот факт, что существующее ныне поселение Кочкурово в республике Мордовия было основано эрзянскими переселенцами из Кочкурова Нижегородской области, которые в XVII веке вследствие чрезмерной эксплуатации крестьян, а также вытеснения их со своих территорий русскими переселенцами, завезёнными на эти земли боярином Морозовым из Подмосковья, оставили свои дома и ушли в леса к юго-востоку на место, где они основали новое поселение с прежним названием.
Временем образования села Кочкурово, как русского села, следует считать примерно 1648—1650 гг., когда боярин Морозов, в чьё владение перешло Кочкурово, стал заселять село русским населением из своей подмосковной вотчины.
После отмены Крепостного права в 1861 г. Кочкурово стало центром Кочкуровской волости, которая включала в себя также сёла Саитовка, Кендя и Пеля-Казённая, считавшиеся тогда "мордовскими".
Село располагается на правом берегу реки Алатыря.

## Инфраструктура
В селе расположено отделение Почты России (индекс — 607936).

## Люди, связанные с селом
В селе родился Герой Советского Союза Григорий Кузнецов.